# 迪爾門
迪尔门（德語：Dülmen，發音：[ˈdʏlmən] ⓘ）是德国北莱茵-威斯特法伦州明斯特行政区科斯费尔德县的城市，面积184.83平方千米，2023年12月31日人口为47,937人。

## 地理
迪爾門坐落於明斯特行政區的南部，南至利珀河之間，北至鲍姆山，東至埃姆斯河。魯爾區位於迪爾門以南。

## 友好城市
- 法國沙勒维尔-梅济耶尔（1963年）
- 德国费尔贝林（1990年）